# AD-mix
AD-mix (mistura AD') em química orgânica é uma mistura comercialmente disponível de reagentes para a realização, entre outras, da di-hidroxilação assimétrica de Sharpless de alquenos. A mistura é disponível em duas variações, "AD-mix α" e "AD-mix β" com as listas de ingredientes a seguir publicadas por Sharpless. Como tal, é utilizado em laboratórios de pesquisa.
As misturas contém:
- Osmato de potássio K2OsO2(OH)4 como fonte de tetróxido de ósmio
- Ferricianeto de potássio K3Fe(CN)6, o qual é o re-oxidante no ciclo catalítico
- Carbonato de potássio
- Ligantes quirais (see below)

Em AD-mix α (DHQ)2PHAL (em cima) é o aduto de ftalazina com di-hidroquinina.
Em AD-mix β; (DHQD)2PHAL é o aduto de ftalazina com di-hidroquinidina.